# Romanian Top 100
«Romanian Top 100» — национальный румынский сингловый чарт до 2012 года. Чарт начал свою деятельность в 1996 году, еженедельно публикуя данные по популярности песен на радиостанциях Румынии. С 1998 года стала выходить радиопрограмма, в которой озвучивались сто самых популярных песен недели. Сбором данных занималась изначально компания Body M Production A-V, а затем Nielsen и Media Forest. С 2012 года публикация чарта прекратилась, вместо него был основан чарт Airplay 100, который обновляется каждое воскресенье в эфире радиостанции Kiss FM.